# Est-ce Mars
Est-ce Mars is een lied dat gecomponeerd werd door de Franse componist Pierre Guédron (1565-1620).

## Oorspronkelijk lied
Het is een air de cour dat een onderdeel vormt van een ballet pour madame oú sont représentés les météores. Deze madame was een zuster van koning Lodewijk XIII van Frankrijk. In 1613 werd de tekst voor het eerst samen met de bijbehorende muziek uitgegeven in het Second livre d'airs de cour à quatre & à cinq parties.
De tekst van de eerste strofe gaat als volgt:
Est ce Mars le grand dieu des alarmes
Que je voy?
Si l'on doit le juger par ses armes,
Ie le croy:
Toutesfois j'apprends en ses regards
Que c'est plustot Amour que Mars.
Er wordt dus gevraagd of het de grote oorlogsgod Mars wordt gezien, maar de ik van het lied ziet aan zijn blikken dat hij veeleer de liefdesgod Amor is.

## Bewerkingen
De wijs werd in de 17e eeuw door een aantal dichters gebruikt om een nieuwe tekst, veelal een liefdesgedicht, eraan toe te voegen. Voorbeelden daarvan zijn Jan Jansz. Starter (Had ick duysend ysere tongen) en Adriaen Valerius.
Ook de muziek werd aanleiding voor een aantal 17e-eeuwse componisten om er bewerkingen en variaties op te schrijven. Voorbeelden daarvan zijn Jan Pieterszoon Sweelinck, Samuel Scheidt en Jacob van Eyck.
In de 19e eeuw schreef Abraham Dirk Loman op de wijs van Valerius nog het - enigszins nationalistisch georiënteerde - lied: Wie gaat mee over zee, dat via de liedbundel Kun je nog zingen, zing dan mee door heel wat schoolkinderen werd gezongen.